# Ronnie Vannucci
Ronnie Vannucci Jr. (født 15. februar 1976) er en Amerikansk trommeslager. Han er bedst kendt for at være en del af det amerikanske band The Killers. Derudover har han været en del af projekterne Big Talk og The Rentals.